# Robertsport
Robertsport è una città della Liberia di 3.933 abitanti, capoluogo della Contea di Grand Cape Mount, posta a nord-ovest della capitale Monrovia, lungo le rive dell'Oceano Atlantico, ad una decina di km dalla frontiera con la Sierra Leone. La città sorge su un promontorio, il Grand Cape Mount, separato dalla terraferma dal Lago Piso.

## Storia

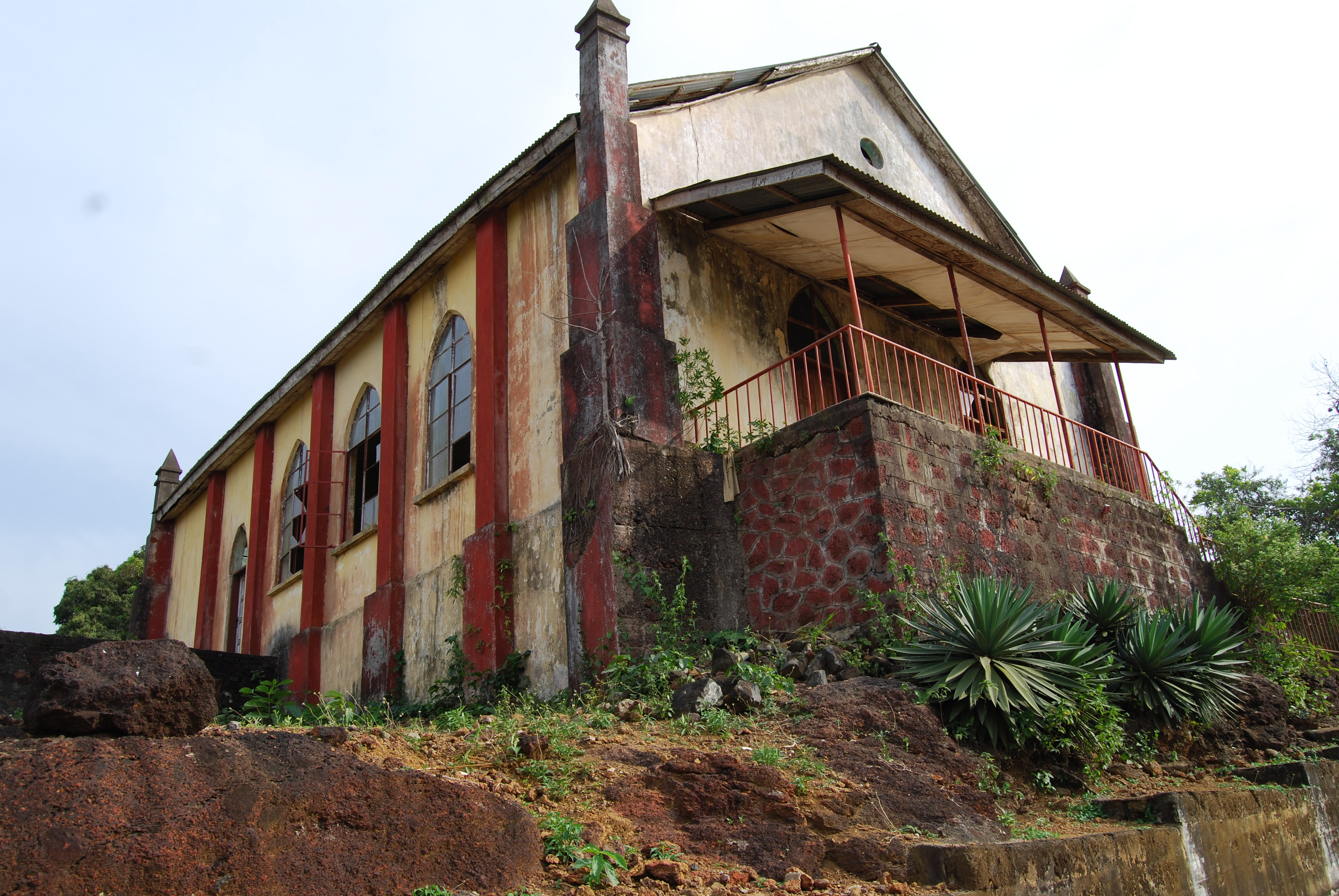
Una chiesa abbandonata a Robertsport.

La zona venne esplorata dai portoghesi, che ribattezzarono il promontorio su cui ora sorge Robertsport Cabo do Monte. Agli inizi del XIX secolo la zona venne colonizzata dagli schiavi liberati dalle piantagioni americane. La città venne poi ribattezzata Robertsport in onore del primo presidente liberiano Joseph Jenkins Roberts. Durante la Seconda guerra mondiale divenne una base dell'aviazione alleata. La città è rimasta quasi del tutto intatta dalle due guerre civili che hanno insanguinato la Liberia. Le spiagge della città sono celebri per essere tra le preferite dei surfisti.